# Riu Kootenay
El Kootenay o Kootenai és un gran riu a l'altiplà del nord-oest, al sud-est de la Colúmbia Britànica, al Canadà, i al nord de Montana i Idaho als Estats Units. És un dels principals afluents a la conca alta del Columbia, el riu més gran d'Amèrica del Nord que desemboca a l'oceà Pacífic. El Kootenay recorre 781 quilometres (485 mi) des de les seves capçaleres a les serralades de Kootenay de les Muntanyes Rocoses del Canadà, que flueix des de la regió d'East Kootenay de la Colúmbia Britànica fins al nord-oest de Montana, després cap a l'oest fins al panhandle d'Idaho més al nord i retorna a la Colúmbia Britànica a la regió de West Kootenay, on s'uneix a la Columbia a Castlegar. El riu és anomenat Kootenay al Canadà per la nació ktunaxa, i Kootenai als Estats Units per part de les Tribus Confederades Salish i Kootenai i la tribu Kootenai d'Idaho.
Alimentat principalment per les glaceres i el desglaç nival, el riu drena una regió accidentada i poc poblada de més de 50,000 km2 (19,000 sq mi); més del 70 % de la conca es troba al Canadà. Des de la seva capçalera més alta fins a la seva confluència amb el riu Columbia, el Kootenay davalla més de 2,000 metres (6,600 ft) d'altura. A la seva confluència amb el Columbia, el Kootenay és equiparable amb aquest en termes de longitud, àrea de la conca i volum, però té un desnivell més pronunciat i es caracteritza per cascades i ràpids de major grandària. Part del baix Kootenay forma el llac Kootenay, un dels llacs més grans de la Colúmbia Britànica.
Els ktunaxa (kootenai) van ser les primeres persones que van viure al llarg del Kootenay. Al segle XIX un explorador canadenc, David Thompson, es va convertir en el primer europeu del qual es té constància que arribà al Kootenay i establint posts comercials a tota la regió. Una febre de l'or al Kootenay i posteriors descobertes de vetes de plata i galena a les seves conques occidentals a finals del segle XIX van atraure milers de miners i colons a la regió, que aviat foren seguits amb l'arribada de ferrocarrils i vaixells de vapor. Els dukhobors, una secta religiosa russa, hi immigraren i hi establiren una colònia de curta durada, Brilliant, a la desembocadura del Kootenay; posteriorment es van dispersar en diversos assentaments, contribuint en les indústries fusteres i agrícoles de la regió.
Com passa amb molts rius del nord-oest del Pacífic, al segle XX al Kootenay es van construir moltes preses per a generar hidroelectricitat i protegir-se de les inundacions i les sequeres. Avui dia s'han embassat més de 150 quilometres (93 mi) del riu han estat embarassats mitjançant cinc preses, i una sisena controla el nivell del llac Kootenay.

## Nom
El riu rebé noms lleugerament diferents per part dos grups de les tribus índies locals ktunaxa (kootenai). Aquests indígenes que vivien al llarg de la part alta del riu l'anomenaven aqkinmiluk, que significa simplement "riu". La gent al llarg del riu baix l'anomenava aqkoktlaqatl, un nom de significat incert. El nom "Flatbow River" prové del nom amb que els blackfeet anomenaven els ktunaxa, pels seus "poderosos i elegants arcs", i més tard va ser registrat pels comerciants de pells francocanadencs.
Mentre cercava les fonts del riu Columbia, l'explorador David Thompson es va trobar amb el llac Columbia, al nord del qual comença el riu Columbia com un petit rierol i el Kootenay corre cap al sud, convertit ja en un potent riu. Coneixent pels mapes anteriors que la regió incloïa dos rius anomenats Columbia i Kootenay, Thompson va pensar que el que avui dia s'anomena Columbia era el Kootenay, i creia que encara no havia trobat l'autèntic Kootenay. D'aquí va aplicar el nom de "McGillivray's River" a l'actual Kootenay en honor dels seus socis comercials William i Duncan McGillivray. En els seus escrits, el Columbia des del llac Columbia fins al Big Bend (gran gir) avui dia es diu Kootenae.
El nom "Kootenai" també fou emprat pels francocanadencs per a referir-se als ktunaxa al segle XIX. Es creu que "kootenai" és una paraula que significa "gent de l'aigua" en una llengua algonquina. El riu encara es coneix com a Kootenai als Estats Units,  mentre que al Canadà, on discorren dos terços del seu curs i el 70 per cent de la seva conca hidrogràfica, el nom del riu s'escriu lleugerament diferent: Kootenay.
Comparant diversos mapes topogràfics del US Geological Survey (USGS) del segle XX hi ha moltes interpretacions errònies o noms alternatius que s'apliquen al segment del riu als Estats Units. Aquests inclouen "Kootanie", "Kootenie" i "Kootienay". El Sistema d'Informació de Noms Geogràfics de l'USGS enumera "Swan River" com a nom alternatiu encara que l'origen d'aquest nom és incert. No obstant això, hi ha un riu Swan més al sud-est a Montana.

## Curs

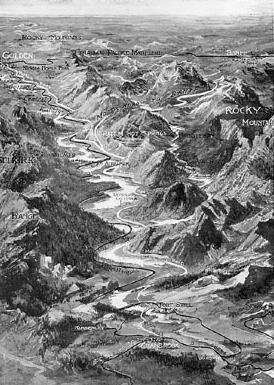
Mapa panoràmic de 1913 dels rius Kootenay i Columbia a la fossa de les Muntanyes Rocoses. El llac Columbia és a prop del centre i el Kootenay flueix des de la part superior dreta cap al primer pla.

El Kootenay neix al costat nord-est de la serralada Beaverfoot al sud-est de la Colúmbia Britànica, i en un primer moment flueix cap al sud-est per una vall pantanosa al Parc Nacional de Kootenay. El riu creix significativament a la seva confluència amb el riu Vermilion, que en realitat és el més gros dels dos quan es troben prop de Kootenay Crossing. El Kootenay continua cap al sud-est, rebent el riu Palliser per l'esquerra, i desemboca cap al sud en un congost confluint amb el riu White.
A la petita ciutat de Canal Flats el riu Kootenay passa a 2 quilometres (1.2 mi) del llac Columbia, la capçalera del riu Columbia, quan es fusiona amb la fossa de les Muntanyes Rocoses al llarg dels contraforts orientals de les muntanyes Selkirk. Rep el riu Lussier prop de l'estació de Skookumchuck del Canadian Pacific Railway i els rius St. Mary i Wild Horse a la històrica ciutat minera de Fort Steele, després rep el riu Bull a l'assentament del mateix nom. En arribar a Wardner, Colúmbia Britànica, el Kootenay s'eixampla cap a l'embassament del llac Koocanusa. El riu Elk, l'afluent més llarg del Kootenay, entra al llac Koocanusa al sud d'Elko, Colúmbia Britànica.
Recorrent en línia recta 130 quilometres (81 mi) vers el sud, travessa la frontera entre els EUA i el Canadà, el llac Koocanusa està format per la presa Libby a l'est de Libby, Montana. Rep el riu Fisher prop de la presa i gira cap a l'oest, formant el "Big Bend" (el "gran gir" en català) al voltant de les muntanyes Purcell cap a Libby. Uns 15 km (9.3 mi) per avall de Libby cau sobre Kootenai Falls. El Kootenai gira al nord-oest a Troy (Montana), i el riu Yaak s'uneix des del nord. A Idaho el riu Moyie entra prop de Moyie Springs abans que el riu entri al terreny suau de la vall del Kootenai i gira cap al nord, passant per Bonners Ferrytornant cap a la frontera entre els EUA i el Canadà.
El riu torna a entrar al Canadà al sud de Creston, Colúmbia Britànica, i travessa una zona pantanosa anomenada Kootenay Flats abans de desembocar als 100-quilometre (62 mi) Kootenay Lake. Al llac també s'uneix el riu Duncan, l'afluent de major volum del riu. A prop de Balfour un braç del llac es ramifica cap a l'oest fins a Nelson, on el riu Kootenay surt del llac sota la presa de Corra Linn. L'últim tram cap a l'oest del riu travessa un profund canó, formant diverses cascades, incloses les cascades Bonnington, on quatre preses hidroelèctriques al curs del riu embassen el riu. Prop de Brilliant, el Kootenay forma un petit delta interior i després vessa al riu Columbia prop de Castlegar.

## Conca hidrogràfica
Amb 50,298 quilometres quadrats (19,420 sq mi) de grandària, la conca hidrogràfica del riu Kootenay és una de les subconques més grans de la conca de Columbia. La seva conca abasta una àrea de gairebé 400 quilometres (250 mi) de nord a sud i 250 quilometres (160 mi) d'est a oest, definint aproximadament una regió del nord-oest del Pacífic coneguda com els Kootenays . Al Canadà el terme "Kootenays" es defineix de manera vaga, encara que el districte terrestre de Kootenay, que inclou tota la regió, està definit formalment; el nom fa referència indirecta al territori dels indígenes kootenay que abasta des de les muntanyes Rocoses a l'est i els monts Selkirk i Purcell (Percell als EUA) a l'oest al sud-est de la Colúmbia Britànica, i s'utilitza a referir-se a la zona drenada pel riu Kootenay, és a dir, incloent els trams canadencs inferiors del riu Columbia des de Revelstoke fins a la frontera amb els EUA, i també els trams de l'alt Columbia al nord des de Canal Flats, almenys fins a Golden (a vegades es coneix com a país fronterer part del West Kootenay).
Més del 70% de la conca hidrogràfica de Kootenay es troba al Canadà, mentre que les parts de Montana i Idaho ocupen el 23 i el 6%, respectivament. El Kootenay és un dels pocs grans rius de l'Amèrica del Nord que neixen en un estat, creuen a un altre i tornen al primer; d'altres són el riu Milk, un afluent del riu Missouri ; el riu Souris, afluent del riu Assiniboine ; i el riu Kettle, afluent del riu Columbia. És el tercer afluent més gran del Columbia atenyent la seva conca i cabal.

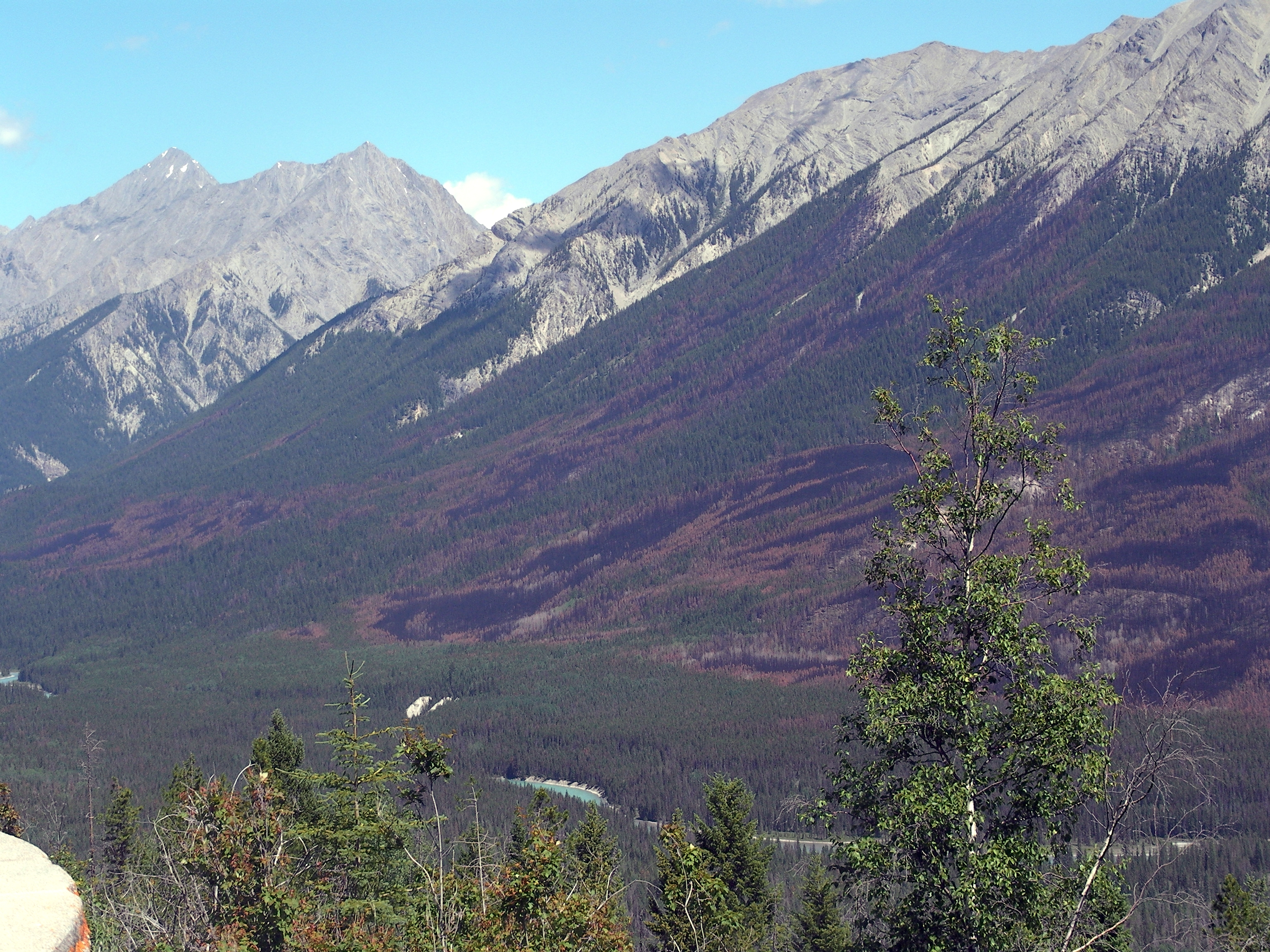
Vall del riu Kootenay al parc nacional Kootenay

El riu Kootenay està definit per terres altes rocoses i muntanyes escarpades, i hi ha relativament poca terra plana a la conca hidrogràfica. La major part del terreny raonablement pla es troba a l'entorn de l'estreta vall del Kootenay des de Bonners Ferry fins al llac Kootenay i en parts de la fossa de les Muntanyes Rocoses des de Canal Flats fins al llac Koocanusa. Les serralades de la regió tenen una orientació general de nord-oest a sud-est i defineixen patrons de drenatge amb el seu relleu vertical escarpat i espectacular, amb l'excepció del mateix Kootenay que talla cap a l'oest al seu revolt sud. Dels molts afluents del Kootenay, els 206-quilometre (128 mi) -long Duncan River és el més gran. Centenars d'altres afluents s'uneixen al riu en el seu traçat sinuós entre ells els rius Vermilion, Cross, Palliser, White, Wild Horse, St. Mary, Elk, Fisher, Yaak, Moyie, Goat i Slocan.
Diverses conques fluvials rodegen el Kootenay; algunes formen part de la conca del Columbia, mentre que d'altres desemboquen a costes llunyanes del continent nord-americà. Al sud i al sud-est, la divisió formada per les serres Cabinet i Whitefish separa les conques del riu Kootenay i Flathead. El Flathead és un afluent del sistema fluvial Clark Fork - Pend Oreille que limita amb la conca hidrogràfica del Kootenay pel sud-oest. La conca superior del riu Columbia forma el límit al nord, i la conca del riu Kicking Horse també limita amb el costat nord de la conca del Kootenay. Al sud-oest hi ha el riu Priest, un afluent del Pend Oreille. Al costat est, sobre la Divisió Continental, sorgeixen els rius Bow i Oldman. Tots dos són afluents del riu Saskatchewan Sud, que forma part de la conca de la badia de Hudson.

### Geologia

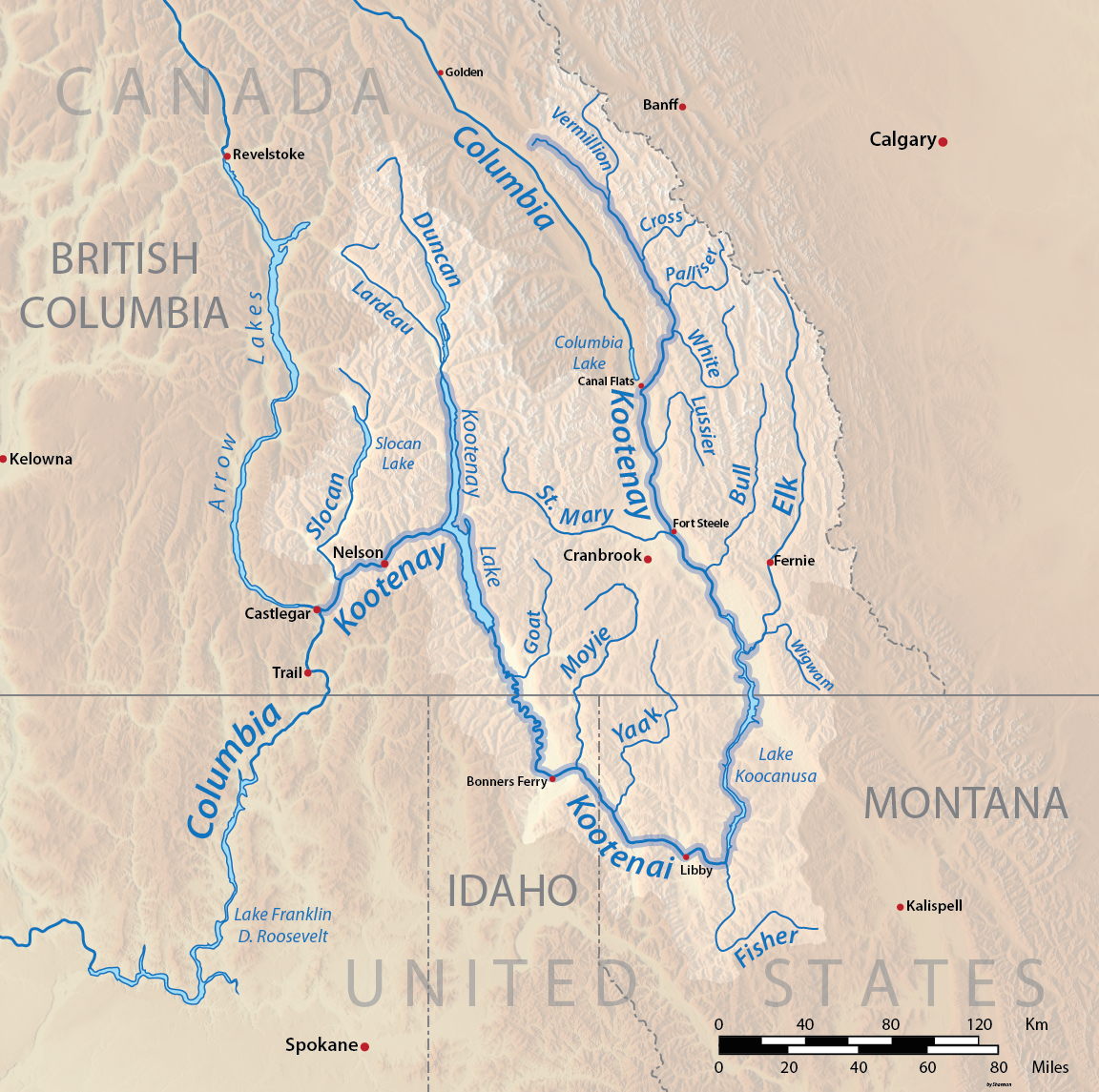
Mapa en relleu de la zona del riu Kootenay

La història geològica del Kootenay està fortament relacionada amb la geologia de Columbia, Selkirk i les Muntanyes Rocoses. Les muntanyes de gran part de la conca del riu Kootenay estan compostes per roques sedimentàries precambrianes del supergrup Belt, estratificades al seu torn en diversos subgrups amb característiques i edats lleugerament diferents. Tanmateix la majoria de les roques comparteixen una cosa; les roques són generalment dures i resistents a l'erosió. Es creu que la fossa de les Muntanyes Rocoses és un graben parcial, o una llarga franja de terra estreta que ha minvat la seva alçada amb el pas del temps a causa de les falles paral·leles a ambdós costats. Les falles de la conca hidrogràfica del riu Kootenay estan orientades de nord-nord-oest a sud-sud-est com és habitual a gran part de la Colúmbia Britànica. La roca subjacent és generalment estable i conté més afloraments de roques metamòrfiques i ígnies a mesura que s'avança cap a l'oest. Les formacions de roca del Cambrià i del Devonià també afloren en petites quantitats a la part nord-americana del Kootenay.
El llit de roca constitueix gran part del llit del riu als trams superior i inferior del Kootenay, però a la part mitjana, els sediments al·luvials permeten que el riu serpentegi per un fons de vall més ampli. Els sediments probablement es formaren durant una intensa glaciació durant l'anterior edat de gel. Fa uns 15.000 anys, l'inlandsis de Cordilleran va avançar cap al sud fins on avui dia hi ha Montana i Idaho, bloquejant el riu Kootenay a la sortida del llac Kootenay, que encara no existia. Les glaceres cobrien la major part de la conca hidrogràfica del nord del riu Kootenay i modelaren els cims i valls d'avui dia. La glacera que va formar el llac Kootenay va fer que el riu retrocedís cap a una enorme massa d'aigua que s'estenia fins a Libby, Montana, prop d'on ara hi ha la presa de Libby, i possiblement fins i tot connectant amb el llac Pend Oreille, que també cresqué molt en aquell moment. Els sediments glacials dipositats van enterrar l'antic llit del riu Kootenay i van crear una presa natural on el Kootenay gira cap a l'oest del llac Kootenay. Després de la retirada de les glaceres el llac Kootenay va retrocedir al seu nivell actual i es van formar els plans de Kootenay.

## Història

### Primers habitants

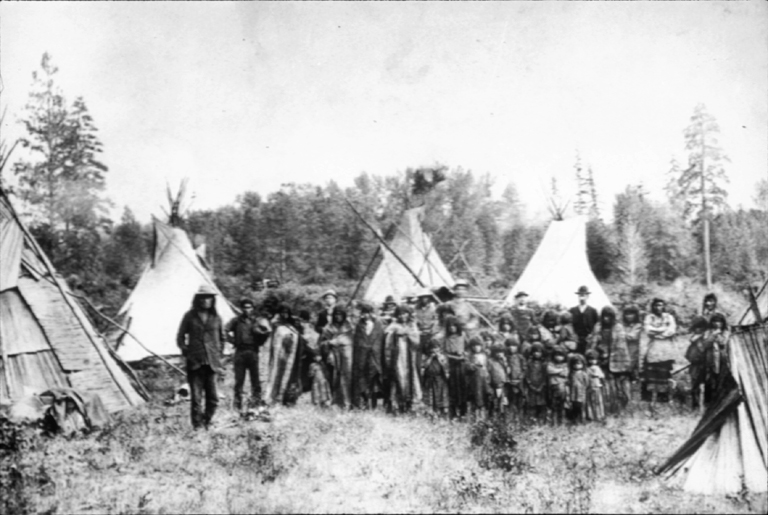
Grup de Kootenai amb tipis, cap al 1900

Els primers pobles de la vall del riu Kootenay (els residents en el moment del contacte europeu) eren els ktunaxa (sovint anomenats kootenai) dels quals deriva el nom del riu. Els mites de la creació dels ktunaxa afirmen que la seva gent va ser creada pel Quilxka Nupika (ésser suprem) i que sempre ha viscut a la regió; es pot llegir "us he creat a vosaltres, poble Kootenai, per cuidar aquesta bella terra, per honrar i guardar i celebrar la meva creació aquí". No obstant això, proves lingüístiques i d'altra mena suggereixen que descendeixen de tribus de les Grans Planes que van ser expulsades del seu territori històric pels blackfoot al segle XVI. Els ktunaxa es consideren força aïllats d'altres tribus del nord-oest del Pacífic i de les Grans Planes. La seva llengua és de tipus "aïllada", que només està llunyanament relacionada (si és que ho és) amb les llengües salish parlades per les tribus de la zona del llac Pend d'Oreille. Eren persones seminòmades i habitaven una gran àrea de la vall del Kootenay des de la capçalera fins al llac Kootenay. Quatre llogarets oferien el seu refugi a l'hivern, mentre que la resta de l'any es desplaçaven entre zones de pesca, caça i recol·lecció de baies. Els ktunaxa del nord caçaven bisons, mentre que els del sud pescaven principalment. En particular els ktunaxa van ser la primera tribu a l'oest de les Muntanyes Rocoses a capturar i utilitzar cavalls salvatges introduïts per Europa per al seu ús.
L'origen i el significat del nom "kootenai" és incert. Abans de la descoberta per part dels europeus eren coneguts com a Ksanka, "gent de la fletxa dempeus". Es creu que els caçadors de pells francocanadencs de la Companyia de la Badia de Hudson i d'altres companyies a principis del segle XIX van ser els primers que s'hi referien com a kootenai, que significa "gent de l'aigua" en una llengua algonquina. També pot significar "bats de cérvol", en referència a la seva excel·lent habilitat per caçar cérvols. En alguns registres escrits de principis del segle XIX, també pels francesos, els ktunaxa eren de vegades anomenats flatbows (arcs plans) i el riu anomenat Flatbow River. Altres habitants de la zona incloïen els bitterroot salish de Montana (al sud) i els shuswap (al nord), però aquestes tribus majoritàriament no es trobaven al riu principal.

### Exploració

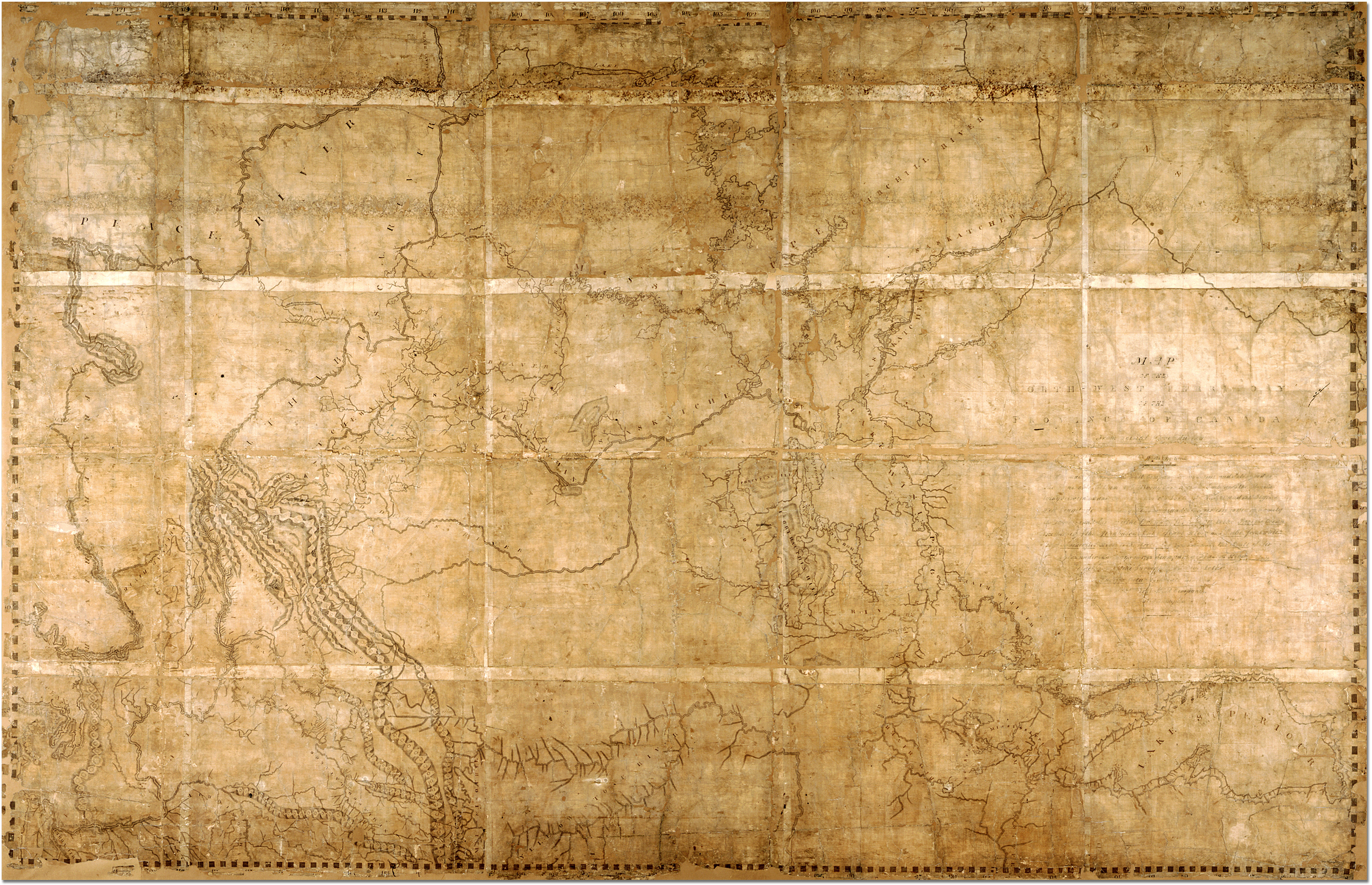
Mapa de 1814 del nord-oest del Pacífic i el centre del Canadà de David Thompson. El riu Kootenay es mostra prop de la part inferior esquerra com McGillivray River.

El 1806 l'explorador David Thompson va sortir de Saskatchewan per trobar la font del Columbia. Va creuar les Muntanyes Rocoses canadenques a través del pas Howse i finalment va arribar a la riba del Kootenay, que aquest creia que era el Columbia. Thompson viatjà aigua avall, però reculà quan fouatacat pels nadius americans. L'any següent, Thompson, la seva família i diversos homes intentaren de nou trobar el Columbia. Van creuar les Muntanyes Rocoses en un lloc més al nord i van baixar pel riu Blaeberry fins al Columbia, i finalment van descobrir el llac Columbia i hi van establir el lloc comercial Kootenae House. La primavera del 1808 va baixar pel riu Kootenay, aquest cop arribant a l'actual Montana i Idaho on va establir la Kullyspell House i la Saleesh House, llocs comercials al llac Pend Oreille i Clark Fork, respectivament. Després de passar un hivern a Montana, va intentar arribar al Columbia viatjant pel riu Pend Oreille, però va fracassar en aquest intent, i finalment va tornar a Kootenae House seguint el riu Kootenay cap al nord la primavera següent.

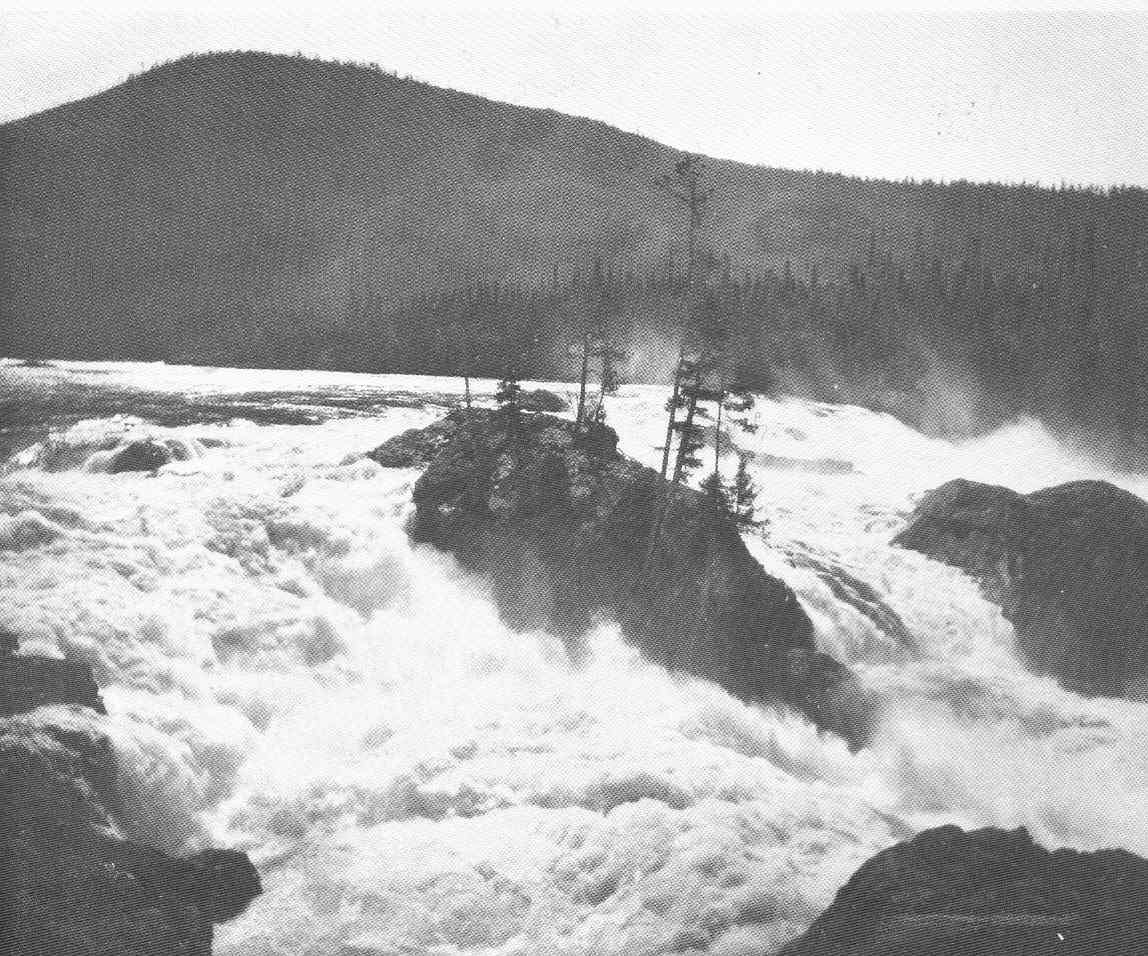
Cascades del Kootenay sota el llac Kootenay, ca. 1936

A principis del segle XIX Thompson continuà comerciant amb pells a tota la regió de Kootenay amb la Companyia del Nord-oest, i durant els pocs anys en què exercí el monopoli sobre el comerç de pells canadenc a l'oest de les Rocoses, va prohibir completament les begudes alcohòliques. Se sap que va escriure "Jo m'havia fet una llei que cap mena d'alcohol passés a les muntanyes en companyia meva". Quan dos dels socis comercials de Thompson van intentar fer-li portar dos barrils de rom a Kootanae House, Thompson "va col·locar els dos barrils sobre un cavall boig i cap al migdia els barrils estaven buits i a trossos, el cavall va fregar la seva càrrega contra les roques per aconseguir-ho. desfer-se'n... Els vaig dir el que havia fet i que faria el mateix amb cada barril d'alcohol". Per descomptat, el vi, la cervesa, el rom i altres begudes embriagadores es van importar amb el temps.
John Palliser va creuar les Muntanyes Rocoses travessant un coll l'any 1858 que el conduí a la capçalera del riu Palliser, un afluent del riu Kootenay, avui dia batejat en el seu honor. No obstant això, al principi, la seva partida s'hi referia com el riu Palliser's. La seva expedició va arribar riu avall fins al llac Columbia, però tingué dificultats a l'hora de tornar a Alberta; el camí de tornada que havien triat resultà massa perillosa per negociar. Després de comerciar amb alguns cavalls i nous subministraments amb una banda de ktunaxa, van tornar a les Muntanyes Rocoses més tard aquell any a través del coll de North Kootenay prop dels llacs Lower i Upper Kananaskis, després de viatjar pel riu Elk. La sèrie d'expedicions que dirigiria fins al 1859 s'havien de conèixer com les expedicions Palliser, o oficialment, expedició d'exploració britànica nord-americana, que tot i que implicà alguns viatges a l'oest de les Muntanyes Rocoses, es limità sobretot al costat est de la divisòria continental. Els anteriors viatges de Palliser foren considerats un "precursor vital de l'assentament europeu de les Prades [del Canadà central], proporcionant volums d'informació sobre els recursos d'aquesta vasta regió".
El setembre de 1859 Palliser va viatjar a la vall del Kootenay amb la intenció de trobar un camí adequat per a una ruta comercial i possiblement un ferrocarril. En comptes de creuar les Muntanyes Rocoses, com va fer Thompson, Palliser va partir de Fort Colville, un lloc comercial de la Companyia de la Badia de Hudson prop de Kettle Falls al riu Columbia. Després va remuntar el riu Pend Oreille (anomenat "Pendoreilles") i va creuar la vall del riu Kootenay, que a les seves notes era el "Kootanie" o el "riu Flat Bow". El llac Kootenay es deia "Flat Bow Lake". Els membres de la tribu ktunaxa van dir a Palliser que ja existia un sender al llarg del riu Kootenay, que acabava al llac Columbia, però que estava en males condicions (havia estat molts anys en desús) i "completament impracticable per als cavalls". Van tornar a obrir el camí durant moltes milles, tornant al llac Kootenay a mitjans d'octubre d'aquell any. Les troballes de l'expedició es convertirien més tard en vies de transport importants a través de les Muntanyes Rocoses fins a l'àrea de Kootenays, i el camí que van seguir es va convertir més tard en la ruta de la Canadian Pacific Railway.

### Boom d'or i plata

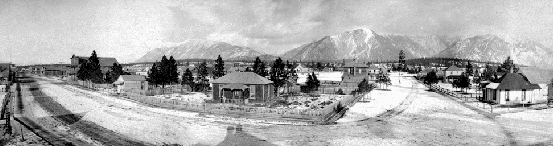
L'assentament miner de Fort Steele el 1910

El 1863 una febre d'or a la confluència dels rius Wild Horse i Kootenay a la regió de East Kootenay va donar lloc a la febre de l'or de Wild Horse en la qual entre tres i deu mil homes baixaren a la zona i construïren la ciutat de Fisherville; que es decidí traslladar quan es va descobrir que la ciutat estava sobre alguns dels jaciments més rics. Originalment el riu (i la zona) eren coneguts com "Stud Horse" pels primers miners, però els funcionaris del govern el van canviar per Wild Horse. El lloc de la nova ciutat es va anomenar oficialment Kootenai (si bé encara es coneix com a Fisherville), també s'escriu Kootenay i Koutenais i també conegut com Wild Horse. El transbordador de Galbraith es va establir al llarg del Kootenay prop de Fort Steele per tal de facilitar la travessa als buscadors i comerciants. La major part de l'or es va extreure el 1864, al juny del qual un buscador nord-americà va escriure que cada dia arribaven uns 200 miners. El 1865 s'havia acabat el punt àlgid de la febre i les excavacions s'havien trobat no tan riques com es creia quan el 1865 van arribar notícies de les vetes al Big Bend de Columbia i la major part de la població minera s'hi va traslladar en massa.
Fisherville, que tenia un lloc a la badia de Hudson i altres negocis, va continuar amb uns quants centenars de residents durant uns quants anys (la majoria xinesos al final, com també va ser el cas de moltes altres ciutats auríferes de la Columbia Britànica), però fou eclipsat com a centre de subministraments amb la creació del proper Fort Steele. Els miners xinesos van continuar treballant amb els jaciments explotats i abandonats pels miners estatunidencs i canadencs, extraient-ne el poc or que quedava. Finalment Fisherville fou abandonat, els seus edificis s'arruinaren i avui en dia queda poc de l'assentament. Hi hagué altres febres d'or als rius Moyie i Goat, afluents del Kootenay, pel descobriment de mines de plata i galena a les zones del llac Kootenay i la vall de Slocan (Silvery Slocan), que van conduir ràpidament a l'assentament de la regió i a la creació de diverses ciutats en auge de la "ciutat de plata", en particular Nelson, a la sortida del llac Kootenay, Kaslo, a mig camí del seu braç nord, New Denver, Silverton, Slocan City i Sandon als anys 1880 i 1890. El 1889 s'havia construït una foneria prop de la desembocadura del Kootenay, prop de Revelstoke, per a processar el mineral de les mines. Al servei de les mines i els colons, les companyies de vapor van navegar pel riu Kootenai des de Bonners Ferry, Idaho, fins a Nelson i fins al districte de Lardeau o "Lardo" a l'extrem nord del llac Kootenay, i també a la part superior del riu Kootenay entre la zona de Cranbrook-Fort Steele i punts a Montana.

### Vaixells de vapor

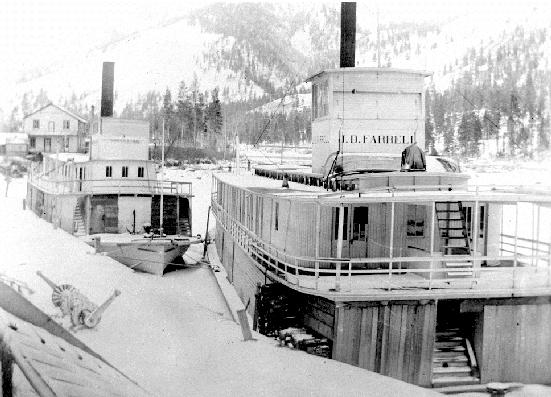
Sternwheelers JD Farrell i North Star al Kootenay a Jennings, Montana

Quan el Canadian Pacific Railway (CPR) va acabar la seva línia transcontinental a través del sud de la Colúmbia Britànica, els vaixells de vapor van començar a recórrer els rius Columbia superior i Kootenay, transportant passatgers, productes, minerals i altres articles comercials per a ser distribuïts a la contrada a través de la línia del CPR a Golden. Tenia un traçat amb una llargada d'uns 500 quilometres (310 mi), que anava des de Golden, al nord, fins a Jennings, Montana, al sud, amb un transbord a Canal Flats. L'era dels vaixells de vapor del Kootenay fou relativament curta, durant uns 28 anys. El 1882 com a part d'un incentiu per ajudar a la navegació a Golden-Jennings i possiblement desviar l'aigua cap al nord cap a l'interior de la Colúmbia Britànica per tal de controlar les inundacions a una zona baixa al sud del llac Kootenay, anomenada Kootenay Flats. L'aventurer europeu William Adolf Baillie-Grohman va proposar la creació d'un canal entre el riu Kootenay i el llac Columbia. La construcció del canal de 2-quilometre (1.2 mi) per 14-metre (46 ft) - d'amplària es va acabar el 1889. El canal Baillie-Grohman, com s'anomenava, tenia una resclosa de 30 metres (98 ft) de llarg i 9 metres (30 ft) d'amplària.
Degut al terreny accidentat i de les aigües carregades de sediments d'amdos rius, especialment el Kootenay alimentat per l'aigua de les glaceres, l'operació dels vaixells de vapor va ser extremadament difícil i resultà ser qualsevol cosa menys rendible. Les aigues més braves eren a Jennings Canyon, ara majoritàriament submergida a l'embassament del llac Koocanusa darrere de la presa Libby Dos dels primers vaixells a vapor, el Duchess i el Cline, es van enfonsar en transportar buscadors d'or de Wild Horse al Kootenay. Tots dos vaixells ni tan sols havien arribat a Canal Flats quan xocaren contra les roques del Columbia. El primer vaixell de vapor que operà al Kootenay va ser l' Annerly el 1893. Els vaixells posteriors, com el Gwendoline, tingueren un èxit relatiu. El capità Frank P. Armstrong, que ja havia pilotat diversos vaixells de vapor a la ruta Golden-Jennings, en fou el constructor i quan ja els tenia enllestits fins a la tres quartes parts, Armstrong va decidir portar-lo a Golden per a acabar la feina. El Gwendoline va navegar fins al canal, que malauradament no es va utilitzar perquè les comportes de la resclosa havien estat dinamitades a causa d'una riuada del Kootenay. Armstrong es va veure obligat a portar el vaixell i finalment va arribar a Golden. El Gwendoline finalment va navegar cap al sud fins a Jennings transportant mineral de ferro al Kootenay. També va ser l'únic vaixell que ha viatjat pel canal de forma adequada, i va fer dos dels tres únics viatges en vaixell de vapor pel canal.
L'últim vaixell que va passar pel canal i un dels últims al Kootenay va ser el North Star, també pilotat pel capità Armstrong. El 1902 Armstrong va decidir agafar North Star per navegar al Columbia, trobant negocis al Kootenay cada cop menys rendibles a mesura que les mines de la regió anaven esgotant-se, mentre el CPR va establir la seva branca de Kootenay Central Railway, i per molts altres motius. El juny d'aquell any Armstrong dugué el North Star al canal Baillie-Grohman, que estava en condicions decrèpites. El pany també era massa petit per acollir el vaixell. Armstrong va fer construir dues preses improvisades per crear una resclosa temporal de 40 metres (130 ft) de llargària, i després feu explotar la presa perquè el vaixell pogués travessar cap al llac Columbia. El trànsit del North Star al llac Columbia fou el darrer cop que un vaixell de vapor usà el canal i va marcar el final de l'era dels vaixells de vapor al Kootenay.

### Assentament de Doukhobor
Al segle XX els membres d'una secta religiosa russa anomenada dukhobors que vivien a les planes de Saskatchewan al centre del Canadà s'enfrontaven a la persecució, problemes interns i la confiscació de terres per part del govern canadenc. El seu líder, Peter Verigin, va decidir traslladar-los a la Colúmbia Britànica el 1909 buscant-hi terres i una vida millor. Va triar un lloc a la riba nord del Kootenay, on s'uneix al Columbia, a l'altra banda del gran riu des d'on es troba l'actual ciutat de Castlegar. El 1909 va comprar uns 14,000 acres (57 km2) al costat de la desembocadura del riu Kootenay, en part utilitzant els fons recaptats per la venda d'equips agrícoles a Saskatchewan, i les afegí a altres terres adquirides a la Columbia Britànica, les terres propietat dels doukhobor arribaren fins als 19,000 acres (77 km2). Ja hi havia un petit assentament al lloc, anomenat Waterloo, però Verigin el va rebatejar Brilliant, per les "aigües brillants" del riu. Tota la zona era coneguda amb el nom de Dolina Ooteschenie, que significa "vall del consol". El 1913 ja hi havia més de 5.000 dukhobors vivint a la regió.

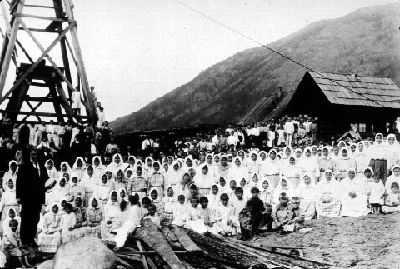
Peter Verigin (esquerra) i grup de seguidors a Glade, Colúmbia Britànica, cap al 1907

Quan arribaren per primer cop a la Colúmbia Britànica els doukhobor van començar a talar arbres a la vall del riu Kootenay per construir les seves primeres granges. També desmboscaren terrenys plans per a fer-hi horts i camps, i construïren serradores als rius Columbia i Kootenay per a manifacturar els troncs en fusta. Quan començaren a arribar més colons, construïren edificis més grans que acollien diverses famílies, en lloc de les petites cabanes llavors típiques de la regió. Cada casa o dom, tenia capacitat per a 70-100 persones, es construïa en les 41-hectàrea (100-acre) de terreny en què Verigin havia dividit tota la comunitat el 1911. Aleshores els doukhobor van construir una fàbrica de maons al lloc actual de Grand Forks, des d'on van fer maons per ser utilitzats principalment per a construir l'assentament Brilliant. Brilliant fou una de les primeres ciutats de la zona que va tenir aigua corrent; es va construir un embassament per contenir l'aigua del riu Kootenay i una font local, i el 1912, cada llar tenia aigua corrent. El 1913 Verigin va convertir una fàbrica abandonada a Nelson, a uns 35 quilometres (22 mi) amunt el Kootenay des de Brilliant, per produir melmelada. El 1913 els doukhobor establiren un ferri al riu Columbia, i un pont penjant. Durant molts anys Brilliant va continuar sent un centre important en la indústria fustera de la regió.

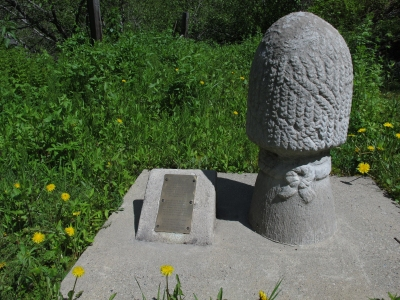
Memorial Verigin

No obstant això les opinions dels doukhobor sobre l'educació i les accions extremistes d'un grup doukhobor anomenat els Fills de la Llibertat finalment van significar el final del seu assentament. A la dècada de 1920, incendis de causa desconeguda varen destruir algunes escoles públiques a Brilliant com un acte contra la llei de la Colúmbia Britànica. El 1924, durant un viatge rutinari amb tren a Grand Forks, Peter Verigin i set persones més van morir per una explosió de dinamita que va destruir completament el cotxe on viatjava. Peces de bateria i despertador feren pensar que aquesta detonació fou obra de persones que volien matar Verigin intencionadament, molt probablement membres dels Fills de la Llibertat, o com diuen alguns historiadors, per part de l'amant d'una de les donzelles de Verigin. Més de 7.000 persones assistiren al funeral de Verigin. El líder doukhobor fou enterrat en una tomba construida en un promontori amb vistes a la ciutat de Brilliant i als rius Kootenay i Columbia. Verigin fou succeït pel seu fill, Peter P. Verigin, qui va arribar de Rússia el 1927. Malgrat les reformes econòmiques que implantà com a resposta al deute amb el govern federal, la seva arribada coincidí amb una terrible depressió i fallida que va fer que els dukhobor perdessin la major part de les seves terres. Verigin Jr. va morir el 1939 i el 1963 gairebé totes les terres dels doukhobor foren venudes al govern. Avui dia queden poques restes de l'antic assentament de Brilliant, llevat de la tomba de Verigin. El pont penjant de Doukhobor que travessa el riu Kootenay encara es manté en peu i fou designat Lloc Històric Nacional del Canadà el 1995.

## Ecologia

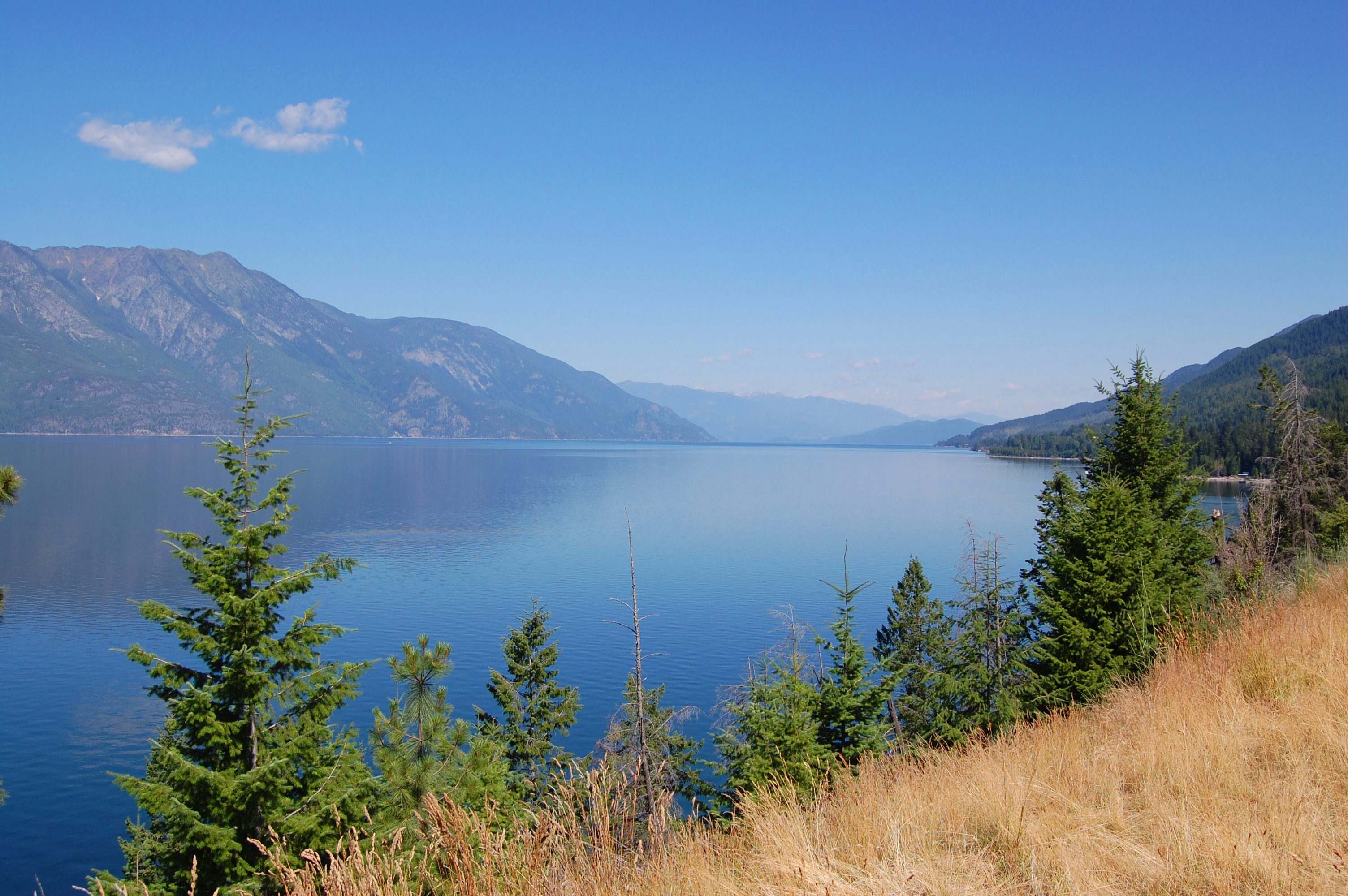
El braç sud (Kootenay) del llac Kootenay

El Northwest Power and Conservation Council divideix la conca hidrogràfica del riu Kootenay en sis biomes: aquàtics (rius i llacs), zones de ribera, aiguamolls, pastures/arbusts, bosc moderadament humit i bosc sec. Les zones boscoses s'estenen pels trams alpí i subalpí de la conca hidrogràfica, mentre que les praderies dominen les terrasses baixes i els altiplans que envolten el riu, especialment a la zona del llac Koocanusa i la porció de la conca hidrogràfica de Montana-Idaho. A la part canadenca de la conca hidrogràfica, la majoria de les altes carenes i valls de les muntanyes és ocupada per una ecozona de prats alpins.
A la banda canadenca de la conca del Columbia, la meitat de la qual és formada per la conca del Kootenay, hi ha 447 espècies de vertebrats terrestres. La major part de la conca del Kootenay es troba dins de l'ecoregió glacial del Columbia que abasta gran part del nord-est de Washington, el nord d'Idaho, el nord-oest de Montana i el sud de la Colúmbia Britànica. L'ictiofauna de la regió és, en gran part, la mateixa que la de l'ecoregió no glacial del Columbia al sud, representada per una cinquantena d'espècies de peixos i només una espècie endèmica. No hi ha peixos endèmics a la regió glacial de Columbia.
La vegetació de ribera es troba principalment als dos terços inferiors del Kootenay i molts dels afluents que s'hi uneixen al seu pas pel territori dels Estats Units. Els altres trams del riu discorren per un terreny molt més accidentat i es caracteritzen per un curs trenat, baix contingut en nutrients, canals canviants i sediments gruixuts, que dificulten l'establiment de zones de ribera, com passa amb la majoria dels seus afluents superiors i inferiors. Les zones humides es troben principalment on el riu s'eixampla en una sèrie d'aiguamolls, canals laterals i petits llacs abans d'entrar al llac Kootenay. Aquesta zona biològicament diversa, els Kootenay Flats, allotjava més d'un milió d'aus migratòries cada any, abans que el riu fos embassat i moltes de les zones humides fossin convertides en conreus.
Naturalment, el Kootenay té un alt contingut de sediments a causa de l'alta erosió dels sediments glacials a les muntanyes. A causa dels ràpids escarpats i les cascades entre el llac Kootenay i la seva desembocadura, el Kootenay (llevat del seu afluent, el riu Slocan) mai ha estat un curs significatiu per als fluxos anuals del salmó del riu Columbia. No obstant això, el salmó habita al curs superior del riu i al llac Kootenay i aigues amunt d'aquest. Això s'atribueix a una antiga riuada del riu Kootenay, abans de la construcció de qualsevol presa al Columbia (les preses del riu Columbia ara impedeixen que el salmó arribi a qualsevol dels rierols de salmó per sobre de la presa Chief Joseph) que desbordava al llac Columbia. Va ser amb la creació d'aquesta massa d'aigua temporal que els salmons d'alguna manera aconseguiren remuntar els Canal Flats submergits i cap al Kootenay, on van quedar atrapats.
Les poblacions de grans mamífers terrestres, com ara el caribú, els ants, els cérvols o el uapitís, han anat disminuint dràsticament d'ençà la reintroducció dels llops. Entre les espècies gairebé desaparegudes que abans eren comunes a la zona hi ha la llebre de Townsend, Phrynosoma douglasii, el colom cuabarrat septentrional i el colom migratori. Després de l'explotació de la conca de Kootenay pels caçadors de pells, la població de castors també va ser gairebé exterminada.

## Economia

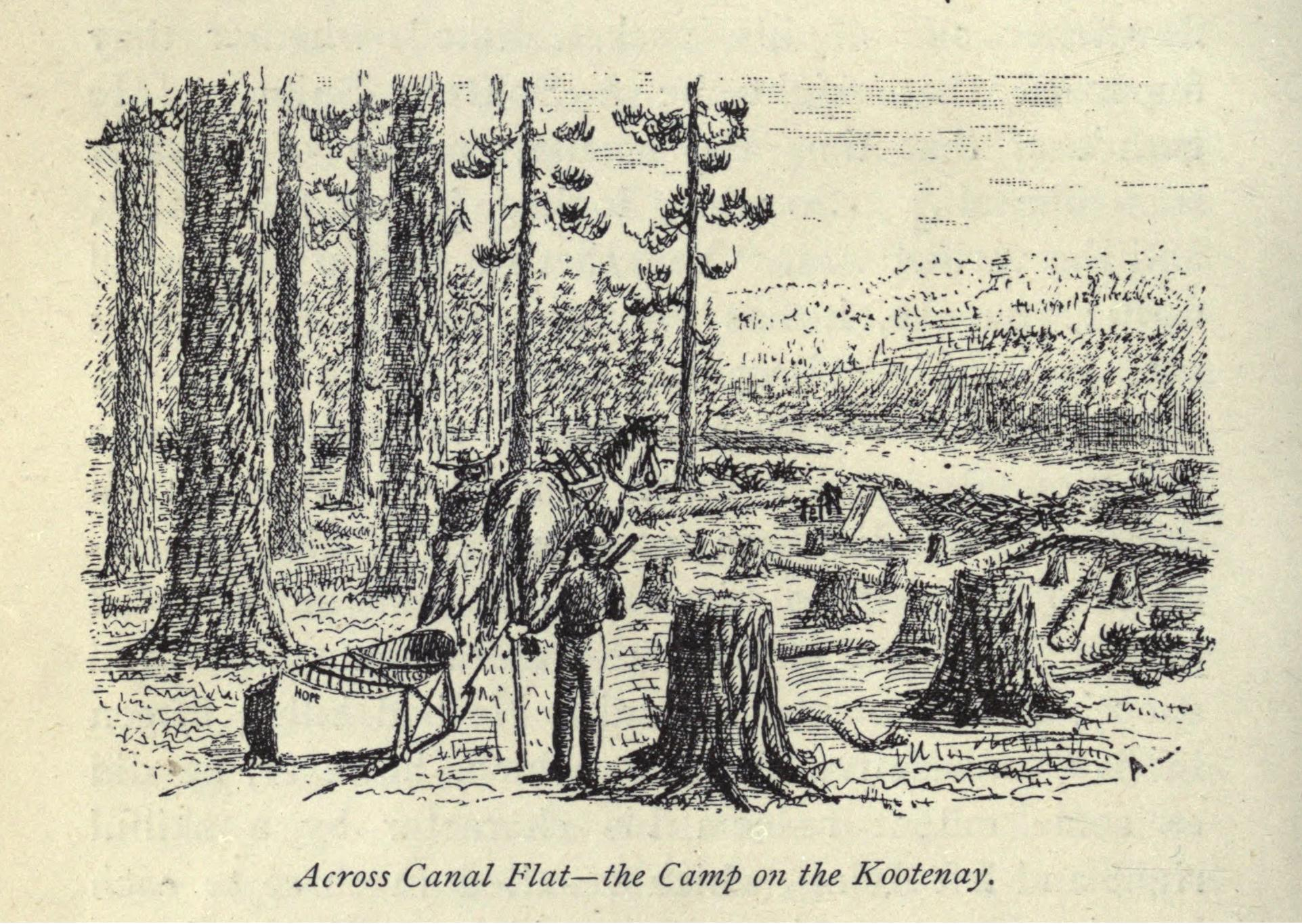
Il·lustració de 1887 de la tala a Canal Flats, Colúmbia Britànica

Fins i tot abans que els no aborígens arribessin a la regió, la vall del riu Kootenay era un notable camí usat per al comerç i el transport entre les tribus de les Muntanyes Rocoses canadenques i el panhandle d'Idaho, sobretot entre els ktunaxa (que practicaven l'agricultura i l'aqüicultura); els bitterroot salish, blackfoot i pend d'oreilles del sud i l'est, i amb els shuswap al nord. La continuació fisiogràfica de la vall del Kootenai cap al sud des de l'actual Bonners Ferry, Idaho, fins a la conca del Pend Oreille a través de Purcell Trench va formar un corredor natural al llarg del qual podien interactuar els nadius de la zona. La barrera formada per les Muntanyes Rocoses a l'est, però, feu que les tribus de la zona, especialment els ktunaxa, estiguessin aïllades econòmicament i lingüísticament de les tribus de les Grans Planes (exceptuant els xoixons, el territori dels quals s'estenia a banda i banda de les Rocoses).
L'explotació forestal va començar al segle XIX com a resultat de l'emigració blanca a la regió del Kootenay, i esent encara una de les indústries primàries de la zona. De fet, gran part de l'economia del nord-oest del Pacífic i de la conca del Columbia ha depengut històricament, i ho continua sent, de la indústria fustanera. La fusta era necessària per a la construcció d'edificis, forts, vies del ferrocarril i vaixells, i avui dia s'exporta de la regió en grans quantitats proporcionant llocs de treball i ingressos als habitants de la zona. Fins i tot a les regions relativament deshabitades de la conca, les carreteres forestals travessen els turons i les muntanyes. Més del 90 % de la conca de Kootenay és boscosa, però només un 10 % de l'àrea no es veu afectada per algun tipus de desenvolupament de la indústria de la fusta, ara es defineix com una vintena d'"àrees sense carreteres" o "blocs", amb 18 als EUA.
De forma limitada el Kootenay també s'ha usat per a la navegació fluvial. La navegació comercial va començar amb vaixells de vapor al segle xix per a transportar minerals, fusta, passatgers i altres productes importats i exportats entre la vall del riu Kootenay i l'estació del Canadian Pacific Railway a Golden, Colúmbia Britànica. Els viatges en vaixell al curs superior van cessar quan es va construir una línia de ferrocarril al llarg del Kootenay aigües amunt del gran gir. Els vaixells de vapor també van operar breument al curs baix i al llac Kootenay per donar servei a les mines de plata a les muntanyes properes. En temps moderns els vaixells continuen navegant pel llac Kootenay i trams limitats del Kootenay.
La mineria també és un destacable motor econòmic de la zona del riu Kootenay. Tot i que originàriament es descobriren valuosos minerals com l'or i la plata, avui el carbó és el principal recurs extret del subsòl. Els jaciments de carbó convencionals es troben a la base de gran part de l'East Kootenay, especialment a la vall del riu Elk, que acull el jaciment de carbó Elk Valley, i el jaciment de carbó Crowsnest a les muntanyes Purcell . L'East Kootenay, la zona productora de carbó més potent de la Colúmbia Britànica, ha produït des de 1898 més de 500 milions de tones, i aproximadament el 25 % del carbó per a fabricar acer del món prové de la regió. La major part del carbó dels jaciments de carbó d'East Kootenay s'exporta al Japó i Corea.

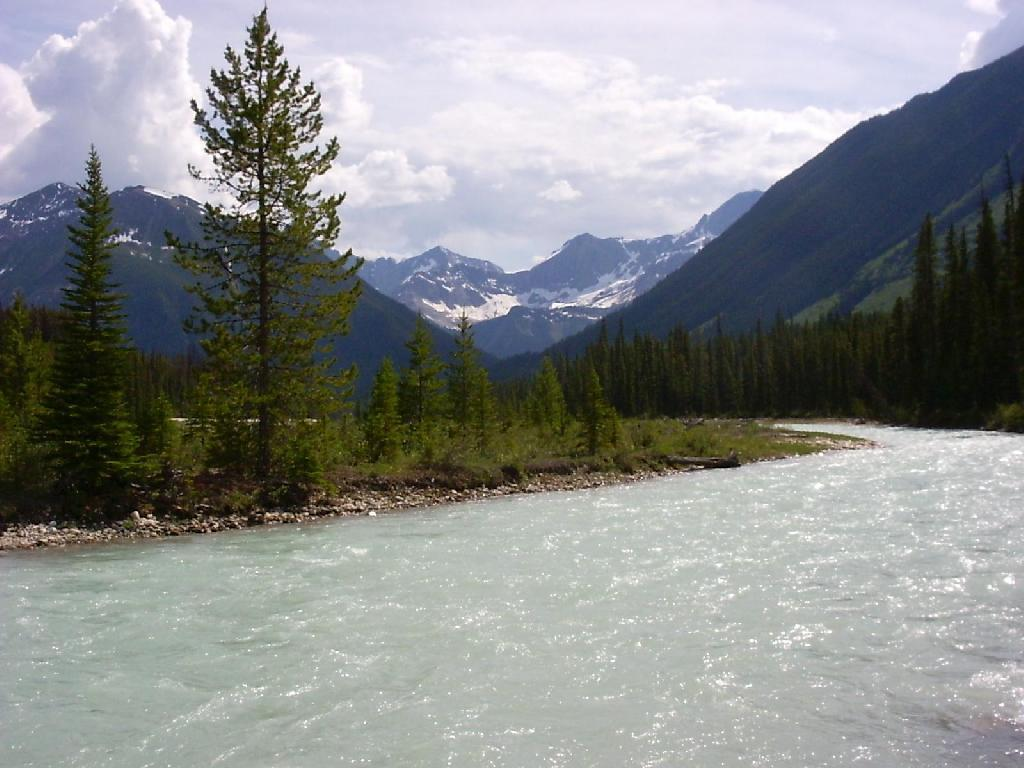
El riu Ottertail, capçalera del riu Kootenay al parc nacional Kootenay

El plom, el zinc, el coure i la plata encara s'extreuen en alguns llocs de la conca del riu Kootenay, sobretot a la gegant mina Sullivan prop de Kimberley, Colúmbia Britànica, que és la més gran de la conca del Kootenay. L'agricultura, però, és una indústria molt menys important, i moltes de les fèrtils terres riberenques s'han inundat degut a la construcció de preses (sobretot la presa Libby a Montana, que aboca l'aigua al Canadà). Només al voltant del 2% de tota la conca del Kootenay (1,005 quilometres quadrats (388 sq mi) estan destinats a l'agricultura, i gran part d'aquesta és destinada a pastures i alimentació). Cultius com la civada, l'ordi i el blat representen el 62 % de la producció agrícola de la regió, gran part de la qual s'utilitza localment o s'exporta per ferrocarril. La regió agrícola principal és la vall del Kootenai, al nord d'Idaho, al sud del llac Kootenay.
Tanmateix el West Kootenay està reconvertint la seva economia passant de la mineria del carbó a una economia basada en el turisme, i la resta de la regió del Kootenay també comença a fer-ho. L'economia del sud-est de la Colúmbia Britànica depèn cada cop més del turisme i ja s'han establert diversos parcs nacionals i estatals canadencs i diversos boscos nacionals als EUA

## Modificacions fluvials

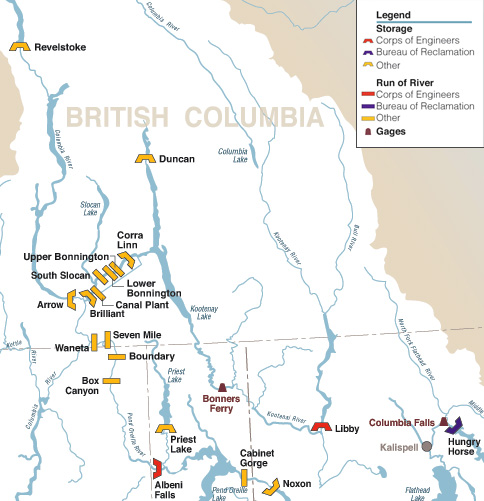
Mapa que destaca les principals preses i embassaments de la conca i els voltants del riu Kootenay

Per diferents motius al llarg dels segles xix i xx s'han construït moltes preses, centrals elèctriques i derivacions del riu Kootenay. Les set preses del Kootenay tenen molts propòsits que van des de la generació d'electricitat local fins a la regulació del flux del riu Colúmbia entre el Canadà i els Estats Units. Cap d'elles permet el pas de la navegació o facilitar el pas dels peixos. Antigament el Kootenay tenia una crescuda cada primavera i principis d'estiu que cada estiu inundaven la vall del riu Kootenay. Aquestes variacions extremes ja no són habituals al riu aigues avall de la presa Libby.

### Les cascades
Ja al 1898, sense construir una presa, la central elèctrica original de Lower Bonnington estava generant hidroelectricitat a la zona de Bonnington Falls al Kootenay prop de la confluència amb el riu Slocan per tal de subministrar aigua a les mines Rossland, a la Colúmbia Britànica . Upper Bonnington, la primera presa construïda al riu, tenia per objectiu millorar la navegavilitat entre el llac Kootenay i la desembocadura del Kootenay al riu Columbia amantsint els perillosos ràpids de Bonnigton Falls que també van bloquejar la migració dels peixos, i amb sort introduint peixos a la part superior del riu mitjançant la construcció d'una escala de peixos. Mai s'ha construït cap d'aquestes instal·lacions per als vaixells de vapor o els salmons. De fet, la presa es va acabar construint a sobre de les cascades en comptes de sota elles, i la presa Upper Bonnington, quan es va acabar el 1906, només ha generar energia hidroelèctrica i servint únicament per aquest propòsit des de llavors.
La demanda comercial conduí a la construcció de dues preses més a les cascades: la de South Slocan Dam, el 1928, i la de Corra Linn Dam, als ràpids aigues amunt de Bonnington el 1932. Tres de les preses són del tipus de corrent, les 4,5 La longitud de quilòmetres de les cascades es troba ara en petits llacs. Totes excepte la de Corra Linn, que es va construir per elevar i regular el nivell del llac Kootenay. L'estació generadora del canal de Kootenay, completada el 1976 per BC Hydro, té la seva captació al llac Kootenay al costat de Corra Linn. El canal recorre diversos quilòmetres, en paral·lel i per sobre del riu per a aprofitar els aproximadament 84-metre (276 ft) de caiguda entre el llac Kootenay i South Slocan, sense passar per les antigues preses. El canal s'utilitza per a la generació d'energia hidroelèctrica, així com les quatre preses.

### Curs baix
Després de les cascades i la confluència amb el riu Slocan els últims 18 quilometres (11 mi) del riu forment un pendent suau fins a la confluència amb el Columbia. El 1944 es va construir la darrera construcció de propietat privada Brilliant Dam, a només 2.5 quilometres (1.6 mi) abans que el riu Kootenay desemboqui al riu Columbia a Castlegar .

### Tractat del riu Columbia

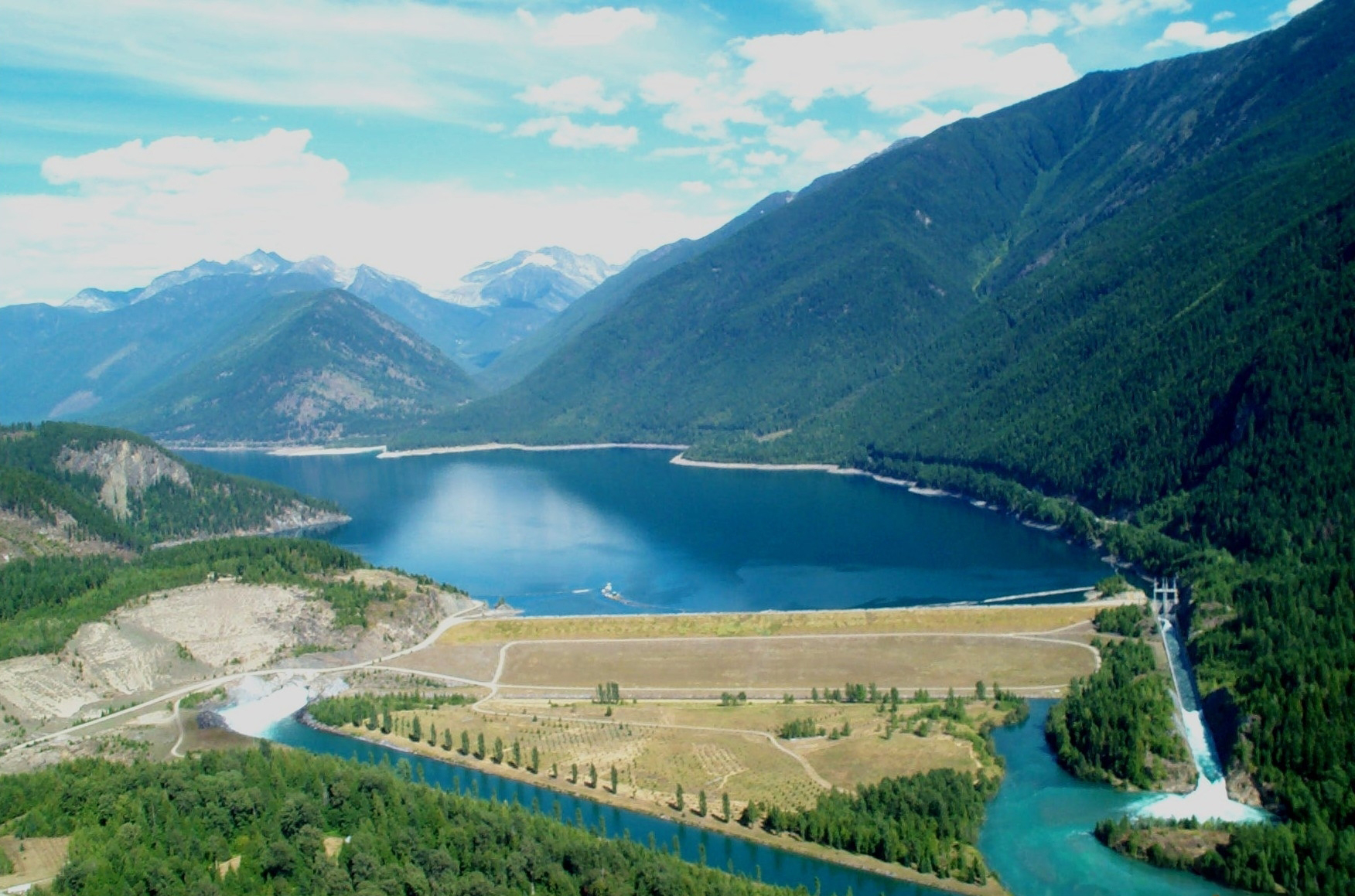
La presa de Duncan al riu Duncan regula el flux d'aigua al llac Kootenay com a part del Tractat del riu Columbia

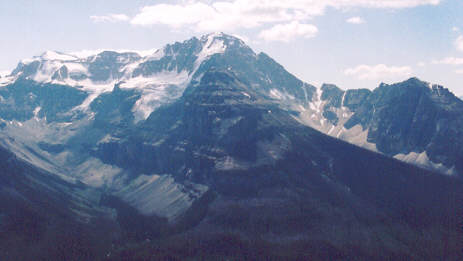
Stanley Peak al parc nacional de Kootenay

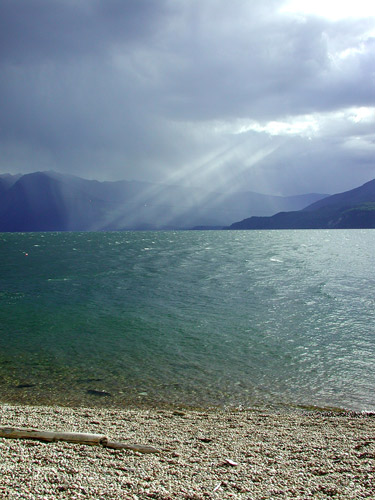
Llac Kootenay

La conca de Columbia és coneguda per les seves inundacions de primavera, els anys de les pitjors inundacions foren el 1876, 1894, 1948 i 1964. Fins a mitjans de la dècada de 1960 els rius Columbia i Kootenay a la Colúmbia Britànica encara fluïen lliurement i no estaven constrenyits per preses i embassaments, donant lloc a la inundació de Vanport Oregon de 1948. La descàrrega incontrolada més enllà de la frontera entre el Canadà i els EUA va crear problemes per a la generació d'electricitat als EUA, i el Canadà també volia utilitzar el riu Columbia per a la producció d'energia hidroelèctrica. El Tractat del riu Colúmbia, arranjat el 1961 entre els governs dels dos països, va intentar ordenar aquests conflictes. La construcció de les tres primeres de les quatre preses previstes pel tractat, Mica, Keenleyside i Duncan, es va implementar el 1964. De les quatre preses, les dues primeres es troben al Columbia, la tercera al riu Duncan, afluent del Kootenay, i la quarta, Libby, al Kootenai a Montana. Tanmateix, l'explotació de les preses ha provocat problemes ambientals en ambdós rius provocant oscil·lacions del cabal no naturals, han bloquejat la migració de peixos, han inundat terres agrícoles fèrtils i han obligat el traslladat forçós de més de dos milers de persones.
Construïda únicament amb el propòsit de regular el cabal al llac Kootenay, la presa Duncan, la primera presa construïda en virtut del tractat, es va aixecar el 1967 i va augmentar els 25-quilometre (16 mi) mida llarga del llac Duncan fins a un embassament de 45 quilometres (28 mi) de llargària. Degut al seu propòsit no disposa d'instal·lacions de generació d'energia. La presa Libby, la quarta i darrera presa construïda en virtut del tractat, fou acabada el 1975 pel Cos d'Enginyers de l'Exèrcit dels EUA. Les altres dues preses construïdes en virtut del tractat, Keenleyside i Mica, es troben al riu Columbia. Els embassaments de la conca del Kootenay proporcionen gairebé 8.6 quilometres cúbics (7,000,000 acre·ft) d'emmagatzematge que constitueix gairebé la meitat dels 19.1 quilometres cúbics (15,500,000 acre·ft) emmagatzemats als embassaments del Tractat del riu Columbia.

### Proposta de desviació
A la dècada de 1970 es va proposar que el Kootenay es desviés cap al Columbia (els dos rius estan separats per una distància de no més de 2 quilometres (1.2 mi) a prop de Canal Flats a la fossa de les Muntanyes Rocoses al sud-est de la Colúmbia Britànica). Això permetria augmentar l'energia hidroelèctrica al Columbia. També facilitaria la recuperació dels Kootenay Flats, una zona al sud del llac Kootenay, amb finalitats agrícoles: les crescudes primaverals van elevar el nivell del llac fins a 8 metres (26 ft), inundant les terres baixes que l'envoltaven. També es planejà desviar part del riu Kootenay ampliat al Colúmbia a través d'un túnel fins a la capçalera del riu Thompson al nord-oest, i des d'allí a la vall del riu Fraser al sud-oest de la Colúmbia Britànica. Aquest pla no s'ha dut mai a terme.
Tant ecologistes com veïns s'han oposat a la proposta. L'economia del sud-est de la Colúmbia Britànica depèn fortament del turisme, amb el riu Columbia, inclosos els llacs Columbia i el llac Windermere, molt populars per a les activitats de natació i navegació a l'estiu. El desviament del riu Kootenay alimentat per glaceres hauria fet que el riu Colúmbia es tornés molt més profund i fred, inundant les comunitats de  ribera i danyant el turisme. A l'extrem oposat de l'escala, s'assecaria el llit del riu Kootenay aigües avall de Canal Flats, tallant el subministrament d'aigua als residents de la vall superior del Kootenay i invalidant l'eficàcia de la presa Libby, la construcció de la qual s'havia de començar en pocs anys. Degut a això la proposta de desviar el riu mai es va dur a terme.

## Recreació
Hi ha molts parcs nacionals, provincials i estatals, reserves naturals, àrees protegides i boscos nacionals parcialment o totalment dins de la conca del riu Kootenay. Al Canadà hi ha els que s'enumeren a continuació, així com molts altres.
- Bugaboo Provincial Park
- Creston Valley Wildlife Management Area
- Gilnockie Provincial Park
- Goat Range Provincial Park
- Kianuko Provincial Park
- Kokanee Glacier Provincial Park
- Kootenai Falls County Park
- Kootenay National Park
- Mount Assiniboine Provincial Park
- Purcell Wilderness Conservancy Provincial Park and Protected Area
- St. Mary's Alpine Provincial Park
- Top of the World Provincial Park
- Valhalla Provincial Park
- West Arm Provincial Park

El popular Parc Nacional de Banff és just a l'altra banda de la frontera entre la Columbia Britànica i Alberta, el parc nacional Yoho és al nord i el parc nacional Glacier al nord-est. La part nord-americana de la conca inclou el bosc nacional Kootenai i el bosc nacional de Kaniksu (part dels boscos nacionals d'Idaho Panhandle, que s'estenen cap al sud fins a l'estat).
Només al parc nacional de Kootenay hi ha més de 200 quilometres (120 mi) de rutes de senderisme, que permeten fer excursions d'un dia curt fins a llargs viatges amb motxilla. L'esquí de fons i les raquetes de neu són populars a les rutes del parc a l'hivern. El parc provincial del mont Assiniboine, que és just al costat de Kootenay a les Muntanyes Rocoses, també té una àmplia xarxa de senders que ofereix unes vistes àmplies de les serres circumdants. El parc provincial Kikomun Creek, a la riba nord-est del llac Koocanusa, inclou campaments i accés a les embarcacions a la riba est del llac. El sender del riu Kootenai al llarg de la secció del riu Montana, uns 10 quilometres (6.2 mi) de llarg, segueix el riu des de Libby fins a Kootenai Falls i el conegut Swinging Bridge al llarg del Kootenai. Skattebo Reach Trail, a la part baixa del riu, fa uns 14 quilometres (8.7 mi) de llargària, anant de Brilliant a Glade . Més avall cinc llocs separats al voltant del llac Kootenay formen el parc provincial del llac Kootenay . El parc provincial de West Arm és al tram embassat del riu Kootenay, a l'oest del llac Kootenay i al nord-est de Nelson. El parc provincial Kokanee Creek, més petit, una de les zones d'esbarjo més populars de West Kootenay, és a l'altra riba del riu des de West Arm.
En general, el curs mitjà del Kootenay i el llac Kootenaypesca són bons llocs per a practicar la pesca. Entre les moltes espècies que habiten el riu hi ha Oncorhynchus clarkii lewisi, Salvelinus confluentus, Oncorhynchus nerka (el salmó del Pacífic sense sortida al mar), la truita arc de Sant Martí i l'esturió blanc. Oncorhynchus nerka i la truita arc de Sant Martí es troben habitualment al llac Koocanusa. Kootenai Falls, que davalla uns 90 metres (300 ft) en un tram d'uns centenars de metres, forma un límit natural entre els peixos del cursos superior i inferior, però la presa Libby, a diversos quilòmetres riu amunt, és una barrera encara més formidable. Els peixos al Kootenay han estat tradicionalment abundants, però la construcció de la presa pot haver provocat una disminució de la població d'esturions, entre altres peixos, degut als canvis en el cabal d'aigua. La millor època per pescar és de juny a novembre. Es pot pescar des dels bancs de sorra i illes, o des de vaixells. Degut a la mida i la força del riu, pescar des de vaixells de deriva és més fàcil que des de la riba. A més, com que les fonts primàries de Kootenay són les glaceres, les condicions de pesca són força diferents de la majoria dels rius de Montana i Idaho, que s'alimenten de la fusió de la neu. Als Estats Units, el Kootenay, amb la seva pesca "excepcional" de truita, es considera una pesquera Blue Ribbon.

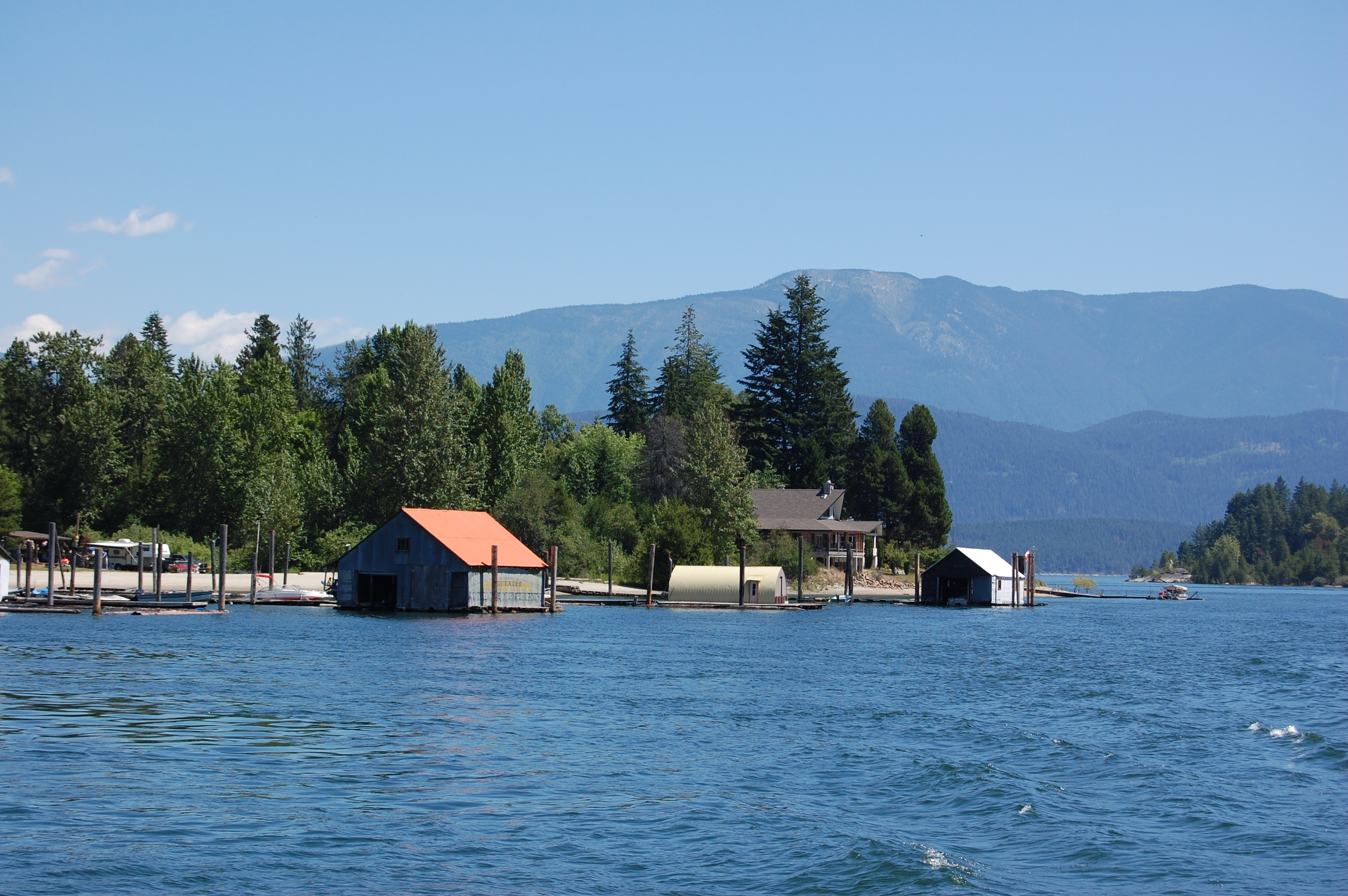
Cases de vaixells al llac Kootenay a prop de Balfour, Colúmbia Britànica

El Kootenay, tot i no ser adequat per al transport comercial de productes agrícoles i minerals, per ésser escarpat i ple de ràpids, es considera un riu d'aigües braves excepcional. El ràfting en aigües braves és popular al Kootenay en dos trams: a Jennings Canyon entre la presa Libby a Montana i Bonners Ferry a Idaho, i al curs superior del riu al parc nacional Kootenay a la Colúmbia Britànica.
Fer ràfting al Kootenay mitjà entre Libby Dam i Bonners Ferry, amb cabals de 230 a 340 metres cúbics per segon (8,000 a 12,000 cu ft/s), és una activitat relativament popular. La carrera, amb uns 60 quilometres (37 mi) d'est a oest, inclou ràpids de classe IV+ i travessa Kootenai Falls, que poques vegades s'ha fet amb seguretat, al mig del seu curs. A Montana el riu està classificat com a riu de classe I segons la Montana Stream Access Law (llei d'accés al corrent de Montana) amb finalitats recreatives des de la presa Libby fins a la frontera entre Montana i Idaho. La classe I representa masses d'aigua que són navegables i aptes per a l'esbarjo.
El ràfting també és popular en alguns dels trams canadencs del riu, especialment aquells propers a les capçaleres, tenint el desnivell més pronunciat i els ràpids més difícils. Diversos equipaments canadencs ofereixen excursions pel riu a prop del parc nacional Kootenay que van des d'unes poques hores fins a diversos dies. El piragüisme a les nombroses marjades, canals laterals i distributaris del Kootenay que recorren els aiguamolls de Kootenay Flats té l'avantatge addicional d'observar ocells i vida salvatge a la Unitat de Gestió de la Vida Silvestre de Creston Valley (Creston Valley Wildlife Management Unit) i altres aiguamolls circumdants. Les embarcacions més grans, com ara les cases flotants, poden viatjar als llacs Kootenay i Koocanusa. El ràfting i el caiac també són una activitat al riu Slocan, el principal afluent més baix del Kootenay, i també a parts d'altres afluents importants del Kootenay.